# Synallaxe à gorge noire
Asthenes harterti
Espèce
Synonymes
- Schizoeaca harterti Berlepsch, 1901 (protonyme)

Statut de conservation UICN

 LC  : Préoccupation mineure
Le Synallaxe à gorge noire (Asthenes harterti) est une espèce d'oiseaux de la famille des Furnariidae.

## Répartition
Cette espèce est endémique de Bolivie, où elle peuple les Andes du nord et du centre du pays.

## Taxinomie
Cette espèce est décrite en 1901 par l'ornithologue allemand Hans von Berlepsch sous le protonyme de Schizoeaca harterti. Selon le Congrès ornithologique international et Alan P. Peterson il existe deux sous-espèces :
- Asthenes harterti harterti (Berlepsch, 1901), dans le nord de la Bolivie[1] ;
- Asthenes harterti bejaranoi (Remsen, 1981), dans le centre de la Bolivie[1].